# Argyroderma
Argyroderma is een geslacht uit de ijskruidfamilie (Aizoaceae). De soorten komen voor in het westen van de Kaapprovincie in Zuid-Afrika.

## Soorten
- Argyroderma congregatum L.Bolus
- Argyroderma crateriforme (L.Bolus) N.E.Br.
- Argyroderma delaetii C.A.Maass
- Argyroderma fissum (Haw.) L.Bolus - Vingervijfje
- Argyroderma framesii L.Bolus
- Argyroderma patens L.Bolus
- Argyroderma pearsonii (N.E.Br.) Schwantes
- Argyroderma ringens L.Bolus
- Argyroderma subalbum (N.E.Br.) N.E.Br.
- Argyroderma testiculare (Aiton) N.E.Br.
- Argyroderma theartii van Jaarsv.

## Hybriden
- Argyroderma × octophyllum (Haw.) Schwantes

... · 
Antimima · 
Argyroderma · 
Carpobrotus · 
Disphyma · 
Dorotheanthus · 
Gibbaeum · 
Lapidaria · 
Lithops · 
Mesembryanthemum · 
Sceletium · 
Tetragonia · 
...